# Las Dębowy
Las Dębowy – wieś w Polsce położona w województwie lubelskim, w powiecie opolskim, w gminie Łaziska.
| SIMC    | Nazwa       | Rodzaj    |
| ------- | ----------- | --------- |
| 0385299 | Dół Okrągły | część wsi |
| 0385307 | Jarętowice  | część wsi |

W latach 1975–1998 miejscowość administracyjnie należała do ówczesnego województwa lubelskiego.
Wieś stanowi sołectwo w gminie Łaziska. Według Narodowego Spisu Powszechnego z roku 2011 wieś liczyła 299 mieszkańców.

## Demografia
| Rok                                    | 2003 | 2006 | 2007 | 2008 | 2009 | 2010 | 2011 | 2012 | 2013 | 2014 | 2015 |
| -------------------------------------- | ---- | ---- | ---- | ---- | ---- | ---- | ---- | ---- | ---- | ---- | ---- |
| Liczba ludności                        | 306  | 309  | 305  | 300  | 303  | 293  | 294  | 298  | 294  | 291  | 286  |
| Źródło: Opublikowane dane własne gminy |      |      |      |      |      |      |      |      |      |      |      |

## Historia
Las Dębowy w wieku XIX wieś nad Wisłą w powiecie nowoaleksandryjskim (puławskim), gminie Kamień parafii Piotrowin.
Wieś wymieniona w spisie z roku 1827 w parafii w Chotcza, było tu wówczas 28 domów i 172 mieszkańców. Według noty Słownika geograficznego Królestwa Polskiego z roku 1885 we wsi było 212 mieszkańców.